# Evelina Cabrera
Pour les articles homonymes, voir Cabrera.
Evelina Cabrera, née le 26 septembre 1986, est une entraîneuse et directrice argentine de football. Après une jeunesse dans la rue, elle devient enseignante puis footballeuse au Club Atlético Platense. 
Elle fonde en 2013 et préside l'association de football féminin en Argentine (AFFAR). Elle prend la parole aux Nations unies. La BBC l'inclut dans sa sélection des 100 femmes en 2020. En juin 2021, elle est nommée ambassadrice de bonne volonté pour l'équité dans le sport de l'Organisation des États américains (OEA).

## Biographie
Eveline Cabrera est née à San Fernando près de Buenos Aires en 1986. Quand elle a treize ans, ses parents se séparent et aucun d'eux n'accepte sa garde. Elle se retrouve à passer sa vie dans la rue jusqu'à ses dix-sept ans. Elle est impressionnée par la façon dont les gens partagent la nourriture et prennent soin les uns des autres. Mais lorsque son petit ami l'a frappée, elle réalise que personne ne se soucie véritablement d'elle et elle essaye de mettre fin à ses jours. Elle retourne ensuite à l'école et devient professeur de gymnastique. Elle se rend avec une amie à des entraînements de football au Club Atlético Platense ; elle est recrutée pour faire partie de l'équipe. Elle continue à jouer pour ce club jusqu'en 2012, quand une blessure l'empêche de continuer. Elle commence alors à être entraîneuse et à participer à la direction du Club Atlético Nueva Chicago.
Elle est l'une des premières femmes en Argentine à devenir entraîneuse de football.
À 27 ans, elle fonde l'Association argentine de football féminin (Asociación Femenina de Fútbol Argentino, AFFAR). Elle la dirige depuis sa  fondation en 2013.
La trajectoire et le travail d'Evelina Carrera sont remarqués, elle est invitée à prononcer un discours aux Nations unies. Elle dit avoir préparé ce qu'elle dirait, mais elle a finalement décidé de parler sans notes. Elle a compris que son message est bien passé.
Elle continue de diriger l'AFFAR en 2020. Pendant l'arrêt du football lors de la pandémie de Covid-19, elle écrit un livre qu'elle intitule Alta Negra (littéralement Grande Noire). Son livre explique son histoire et comment elle en est venue à créer l'Association argentine de football féminin.
Evelina Cabrera est reconnue pour son travail et est l'une des "100 femmes" de la BBC en 2020.
En juin 2021, le secrétaire général de l'Organisation des États américains la nomme Ambassadrice de bonne volonté pour l'équité dans le sport de l'OEA. Son travail est axé sur la promotion de projets pour combler l'écart entre les sexes et favoriser l'équité dans le sport.
Elle épouse en juin 2024 Justin Dunnavant, archéologue, professeur et fondateur de la Society of Black Archaeologists (en).
Elle siège au conseil d'administration national d'America SCORES, une organisation à but non lucratif qui se concentre sur l'autonomisation des jeunes et le football.

## Publications
- Alta Negra (Grande Noire), récit autobiographique, Ediciones B, 2020, 123 p.
- Juana La Futbolista, 2021.